# Grzegorz z Ninu
Grzegorz z Ninu (chor. Grgur Ninski) – biskup Ninu w latach 900–929.
Uważany w chorwackiej literaturze historycznej XIX w. za obrońcę języka i pisma słowiańskiego (głagolicy). Na synodach w Splicie w 925 i w 928 miał zabiegać o formalne wprowadzenie języka chorwackiego do liturgii katolickiej, która wówczas prowadzona była w jęz. łacińskim.

## Synody w Splicie
W IX–X w. na terenie Dalmacji istniały dwa kościoły: w Ninie (pod panowaniem Chorwatów) oraz w Splicie (w kręgu wpływów Bizancjum). Ponadto w każdym dawnym mieście rzymskim istniało biskupstwo obejmujące obszar miasta oraz ewentualne ośrodki misyjne na ziemiach zajętych przez Chorwatów. Kwestie jurysdykcji poszczególnych biskupstw pozostawały nierozstrzygnięte.
Za panowania Branimira (879–892) biskupstwo w Ninie uznawało zwierzchnictwo Rzymu, a arcybiskupstwo w Splicie podporządkowało się Konstantynopolowi. Po śmierci arcybiskupa Splitu urząd ten objął biskup Ninu, co spowodowało konflikt z papieżem. Konflikt z Rzymem zaostrzył się po tym jak Branimir zatwierdził pod wpływem Metodego liturgię w jęz. chorwackim. Mutimir (892–900) zwrócił ziemie zabrane przez Branimira arcybiskupstwu Splitu, które w 923 podporządkowało się Stolicy Apostolskiej.
Za panowania pierwszego króla Chorwacji Tomisława (925–928) w Splicie zwołano dwa synody, by rozwiązać kwestie jurysdykcji biskupich oraz spory pomiędzy kościołem chorwackim, reprezentowanym przez biskupa Ninu, a łacińskim arcybiskupem Splitu i papiestwem.
Na pierwszym synodzie papież Jan X reprezentowany był przez Jana, biskupa Ankony oraz Leo, biskupa Præneste. Jan X wystosował listy do arcybiskupa Splitu, do Tomisława i ludności chorwackiej oraz do księcia Zahumlje Michała. W liście do Tomisława nawiązał do chrystianizacji Anglii przeprowadzonej przez papieża Grzegorza I i wprowadzonego tam obrządku łacińskiego, co miało się w dużej mierze przyczynić do rozkwitu kultury i szybkiego rozwoju szkolnictwa. Na drugim synodzie Rzym reprezentowali legaci papiescy, biskupi Madalbert oraz Jan.
W 925 synod zebrał się po raz pierwszy w celu podjęcia decyzji odnośnie do siedzib biskupich w Ninie i Splicie, przebiegu granic diecezji oraz wprowadzenia języka chorwackiego do liturgii. W tej ostatniej kwestii biskup Grzegorz z Ninu miał być szczególnie aktywny, broniąc prawa Chorwatów do mszy w ich ojczystym języku. Taki pogląd na rolę Grzegorza z Ninu dominował w XIX w., kiedy to Chorwaci walczyli o przetrwanie swojej kultury i języka w obliczu zagrożenia węgierskiego. W literaturze i sztuce tego okresu Grzegorz stał się symbolem walki narodowej. Nowsze badania historyczne wykazały jednak, że kwestie językowe odgrywały drugoplanową rolę wobec problemu jurysdykcji biskupich. Ponadto brak materiałów źródłowych z czasów obydwu synodów uniemożliwia sformułowanie ostatecznych wniosków na temat ich przebiegu i roli Grzegorza z Ninu.
Pierwszy synod z 925 zakazał używania jęz. chorwackiego w liturgii oraz zabronił księżom nieznającym łaciny zajmowania wyższych stanowisk kościelnych. Kościół chorwacki miał przestrzegać obrządku łacińskiego. Jednak w wielu kościołach wybrzeża północnej Dalmacji celebrowano msze według obrządku słowiańskiego, co przyczyniło się do szybkiego rozwoju języka chorwackiego.
Drugi synod w 928 zdecydował o rozwiązaniu biskupstwa w Ninie i umocnieniu władzy kościelnej w ośrodku arcybiskupim w Splicie. Papież Leon VI mianował arcybiskupa Splitu prymasem Dalmacji i Chorwacji, a biskup Grzegorz został przeniesiony do diecezji w Skradinie.

## Pomniki Grzegorza z Ninu
Grzegorz z Ninu upamiętniony jest na brązowych pomnikach w Varaždinie (podarowany miastu 20 września 1931), Splicie i Ninie. Wszystkie posągi wykonał chorwacki rzeźbiarz Ivan Meštrović.
Pomnik w Ninie, nieopodal kościoła św. Krzyża, to mniejsza replika posągu w Splicie, poświęcona 10 września 1969 w 900 rocznicę wydania dokumentu króla chorwackiego Piotra Krzesimira IV przekazującego leżącą w pobliżu Ninu wyspę Maun klasztorowi św. Krševana w Zadarze.
Posąg Grzegorza w Splicie stał pierwotnie w perystylu pałacu cesarza Dioklecjana (III–IV wiek). Podczas II wojny światowej pomnik został przeniesiony przez wojska włoskie poza miasto i ustawiony poza Złotą Bramą.
Według legendy dotknięcie dużego palca lewej stopy posągu ma zapewnić zdrowie i szczęście.

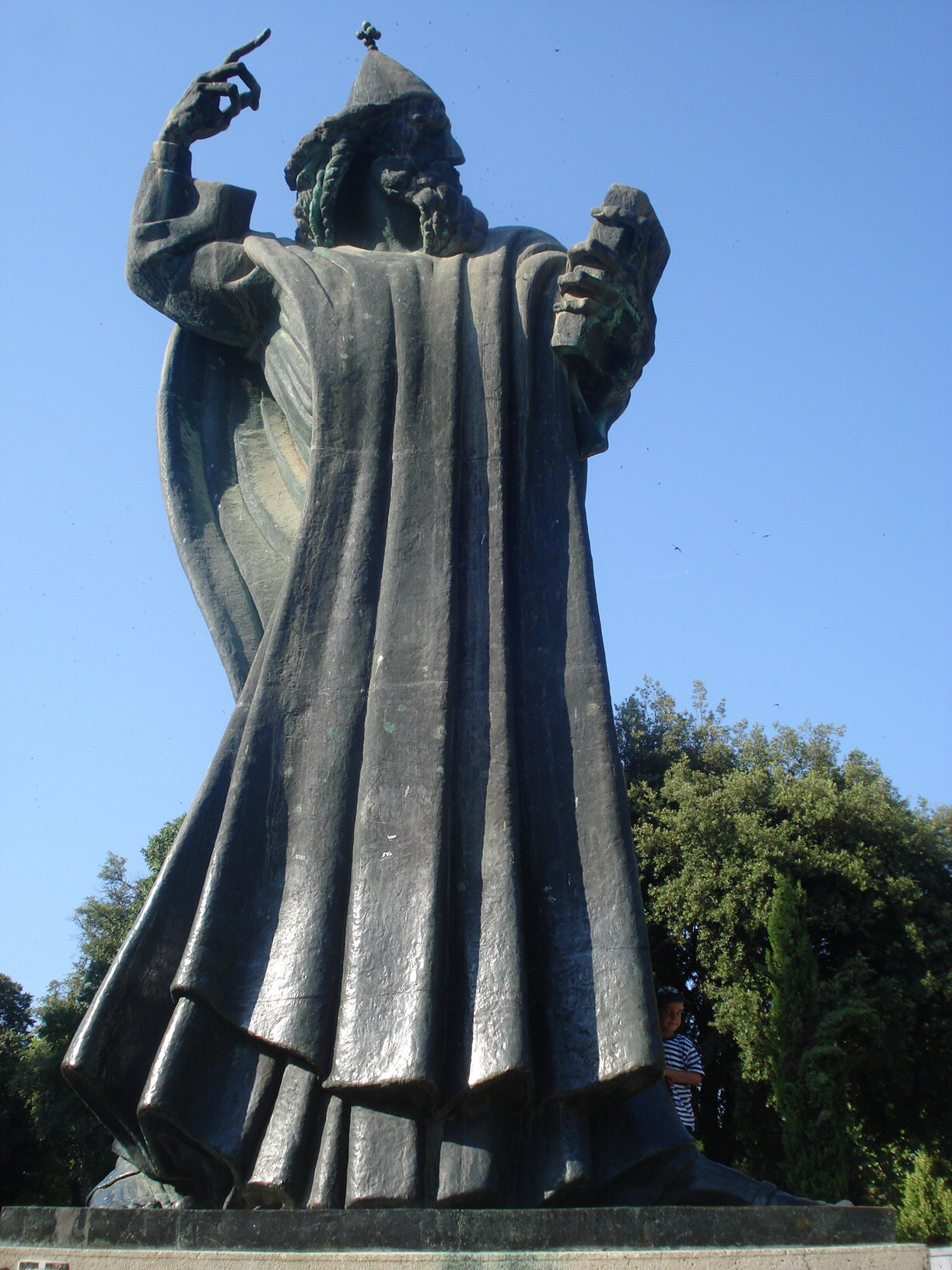
Pomnik Grzegorza z Ninu w Splicie
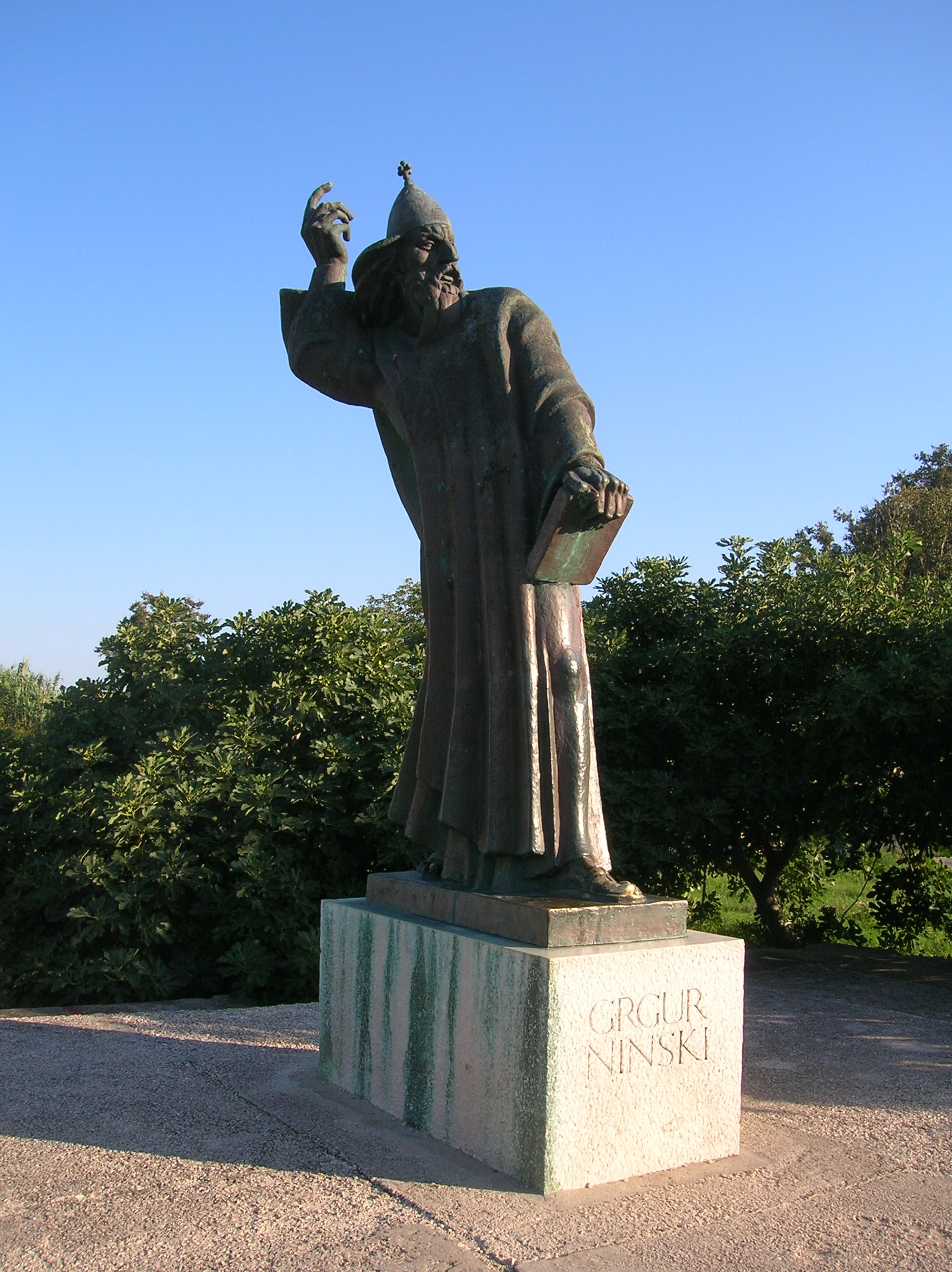
Pomnik Grzegorza z Ninu w Ninie
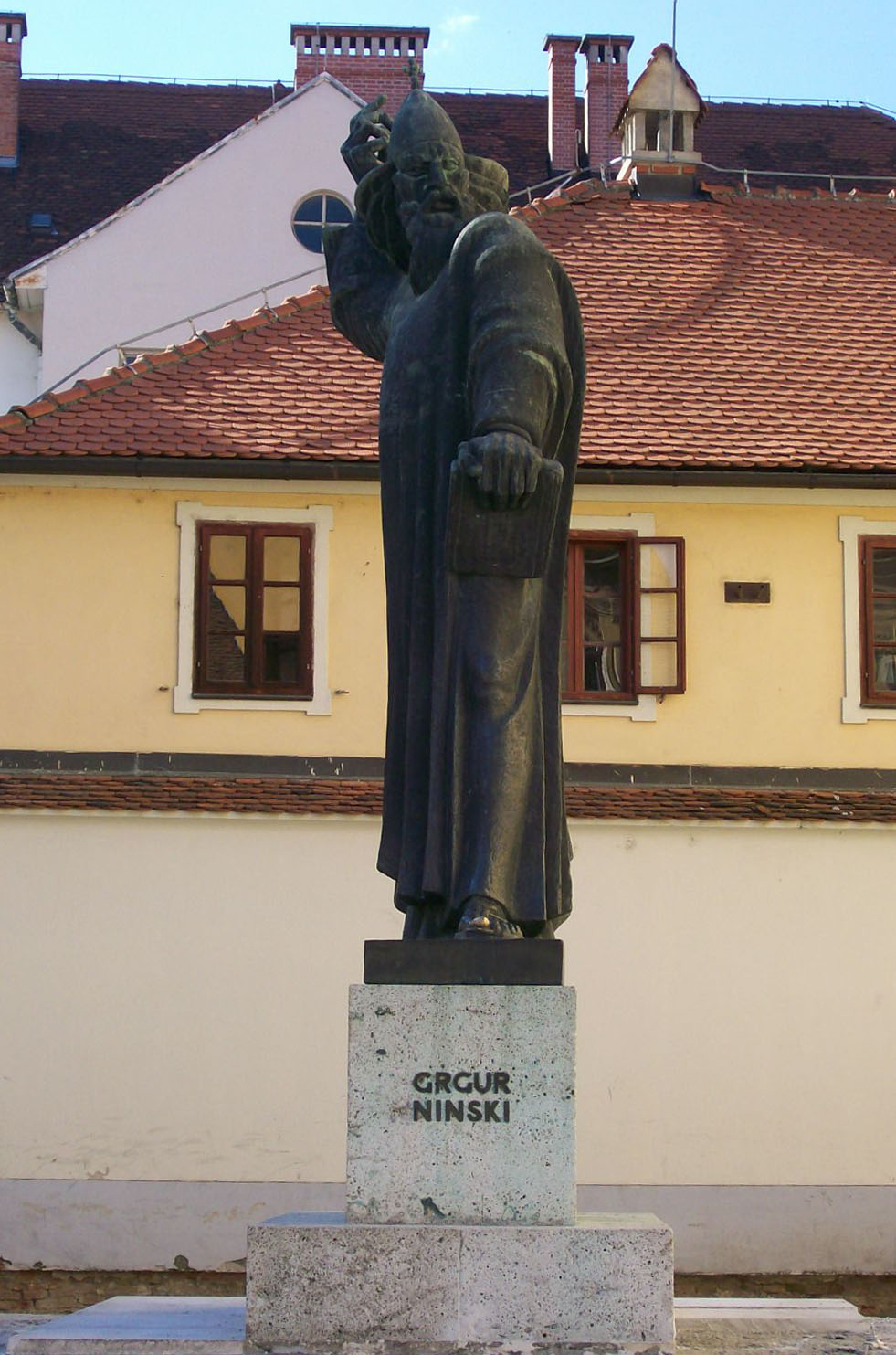
Pomnik Grzegorza z Ninu w Varaždinie
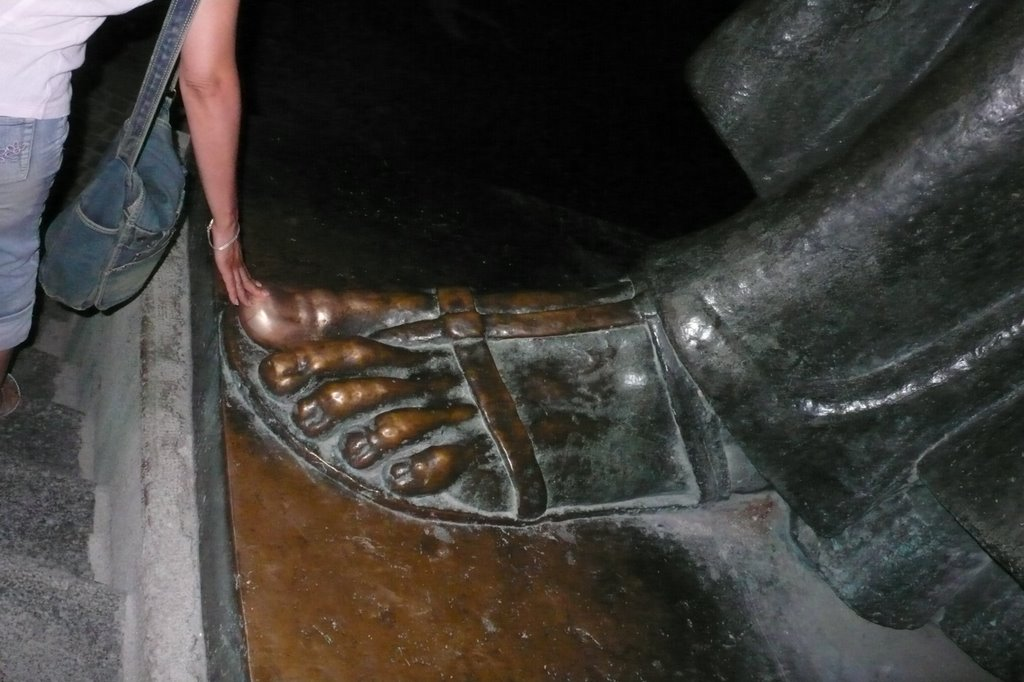
Pomnik Grzegorza z Ninu w Splicie, detal